# 夏帆
夏帆（かほ、1991年6月30日 - ）は、日本の女優、ファッションモデル。東京都出身。スターダストプロモーション所属。

## 来歴
二卵性双生児の二人姉弟の長女として生まれる。小学5年生のときに原宿（表参道）でスカウトされ、ツーカーホン関西のCMで2003年にデビュー。ティーン向けファッション雑誌『ピチレモン』などでモデルを務める。フジテレビ・イベント『お台場冒険王2003』イメージガール「Snappeas」のメンバーとして早織、豊田エリーらとライブやテレビに出演。また、若手女優の登竜門として知られる「三井のリハウス」11代目リハウスガールに選ばれ、2004年から3年間コマーシャルに出演。初主演は13歳でテレビドラマ『ケータイ刑事 銭形零』。主演映画『天然コケッコー』では、日本アカデミー賞や報知映画賞をはじめ多数の新人賞を受賞すると以後多くの主演やヒロインを務めるようになる。
舞台の初出演は、2012年でケラリーノ・サンドロヴィッチ演出『祈りと怪物 〜ウィルヴィルの三姉妹〜』。
『海街diary』が第68回カンヌ国際映画祭のコンペティション部門に正式出品される。この作品で、日本アカデミー賞優秀助演女優賞を受賞し、以後の出演作でも受賞歴を重ねるに至る。

## エピソード

### 女優として
- 映画『天然コケッコー』では島根県浜田市を中心に撮影が行われ、主演を務めた夏帆は「島根は、私にとって第二のふるさとです」と述べている[7]。母が小学校のころから、原作者のくらもちふさこのマンガのファンだったので、オーディションの段階で『天コケ』を全巻買ってきた[8]。
- 衛星放送の連続ドラマ『ヒトリシズカ』の舞台あいさつで夏帆は「主演ということもありますし、プレッシャーがすごかったです。何かに追われているような感覚が常にありました」「撮影現場にいるときは監督がいらっしゃるので落ち着いていれたのですが、オフで家にいるときは本当にどうしていいのかわからなくて…なんかすごく苦しかったです」などと述べた[9]。
- 清純なイメージの役が多かったが、テレビドラマ『みんな!エスパーだよ!』では不良少女役に挑んで役作りに没頭した[10][11]。
- ギャラクシー賞月間賞（2022年12月度）を受賞したテレビドラマ『silent』では、選定理由に「特に夏帆の演技には何度も感心させられた」と記されるなど演技が高く評価された[12]。

### 人物
- 自身の性格について夏帆は「結構飽きっぽい性格なので、何かを続けるということが苦手なんです[13]。唯一続けていることというのは、やはり今の仕事ですね[13]。大変なこともあって落ち込むこともありますが、仕事をしていく度にお芝居を好きになっているので、こうして今も続けているんだと思います[13]」、「料理を作るときの分量は適当」[14]という。
- WOWOWの連続ドラマ『ヒトリシズカ』の舞台あいさつで、平山秀幸監督は夏帆の印象について「正直言って最初は年相応のキャピキャピした方だと思っていたのですが、非常に男っぽいというか竹を割ったような方でした」と語り、「とても仕事がしやすかった」と評価した[9]。
- 映画『箱入り息子の恋』の完成披露舞台あいさつで、俳優・ミュージシャンの星野源は、初共演となる夏帆について、「テレビとかで見ていて、かわいい人だなとずっと思ってたけど、現場に入ってとても男らしい人だなと思った。男気があって、こびない。かわいいからかっこいいイメージに変わりました。」と述べた。夏帆は「ウッス！ ありがとうございます」と男らしく応えた[15]。

### 趣味・嗜好
- 趣味は、読書、買い物、雑貨集め、色々な眼鏡を掛ける事、友達と喋る事など。写真を撮るのが好きでデジタル一眼レフカメラを愛用している[16]。マイブームとして今まで挙げたものは、アロマキャンドル[17]、コアラグッズ[注 1]、サイクリング、スポーツ観戦（特に草野球）[18]、1日2本ペースくらい映画のDVDを観ること[19]。
- 小説は人に勧められた推薦図書を読むことが多いという。好きな作家は重松清。漫画も好きで、『ラブ★コン』、『恋愛カタログ』、『NANA』など少女漫画から、『スラムダンク』、『DEATH NOTE』など少年漫画までジャンルを問わずよく読む。特に好んで読むのはくらもちふさこ、安野モヨコの作品。
- 好きな映画は、『17歳のカルテ』、『あの頃ペニー・レインと』、『フラガール』、『プラダを着た悪魔』、『4分間のピアニスト』など。映画はなるべく映画館で観たいと思っており、一時期は公開中の映画は全部見たんじゃないかと語るほど普段からよく映画を観ている[20]。
- 好きな歌手は、aiko、YUKI、CHARA、椎名林檎など。昔の洋楽なども聴くという。以前のインタビューでは、SOUL'd OUT、BUMP OF CHICKENなどが好きと答えていた。お気に入りの音楽アルバム5枚にJudee Sill『Heart Food』、フィッシュマンズ『空中キャンプ』、ハナレグミ『hana-uta』、つじあやの『COVER GIRL』、星野源『ばかのうた』を挙げている[21]。
- 左利き。ただし、包丁やハサミを持つときは右手を使う[22]。野球をする際は両投げ両打ちが可能[23]。
- 視力は左右0.2[24]。家では眼鏡を掛けており、「眼鏡はすぐなくしちゃうのでいっぱい持っている」と語っている[19]。外出時はコンタクトレンズをしており、伊達眼鏡を持ち歩いている。
- 幼い頃から小学6年生までクラシック・バレエを習っていた。
- 好きな言葉は、「一期一会」、「十人十色」、「ありがとう」。
- 食べることが好きで、好きな食べ物は、和食[25]、和菓子、チーズケーキ、フルーツタルト、チョコレートなど甘いもの[26]、カレー、朝鮮料理など辛いものも好き[14]。
- トマトが嫌い。理由は匂い・味・感触全てが変だから。テレビ番組『人志松本の○○な話』（2010年8月21日放送）にて他の出演者から推薦された高級ミニトマトを食べたが克服には至らなかった。
- 自身の恋愛観について『グータンヌーボ』（2010年8月11日テレビ放送）で「自分から動かない、（付き合う）前もそうだし付き合ってからも」「ちょっと前までは『早く結婚したい』って思ってたけど、結婚出来る気がしない」「落ち着いてる人が良い」などと述べている[27]。

## 受賞歴
2007年
- 第31回日本アカデミー賞 新人俳優賞（『天然コケッコー』）[28]
- 第29回ヨコハマ映画祭 最優秀新人賞（『天然コケッコー』）[29]
- 第32回報知映画賞 最優秀新人賞（『天然コケッコー』）
- 第12回日本インターネット映画大賞 新人賞（『天然コケッコー』）

2008年
- 第21回日刊スポーツ映画大賞・石原裕次郎賞 新人賞（『うた魂♪』『東京少女』『砂時計』）

2015年
- 第39回日本アカデミー賞 優秀助演女優賞（『海街diary』）[30]

2019年
- 第43回高崎映画祭 最優秀主演女優賞（『ブルーアワーにぶっ飛ばす』）[31]

2022年
- 第114回ザテレビジョンドラマアカデミー賞 助演女優賞（『silent』）[32]
- TVステーション ドラマ大賞2022 助演女優賞（『silent』）

2023年
- 第115回ザテレビジョンドラマアカデミー賞 助演女優賞（『ブラッシュアップライフ』）[33]
- 東京ドラマアウォード2023 助演女優賞（『silent』）[34]

## 出演
役名の太字は主演・ヒロイン作品。

### テレビドラマ
| 放送日                    | タイトル                                                 | 役名                   | 放送局                            |
| ------------------------- | -------------------------------------------------------- | ---------------------- | --------------------------------- |
| 2004年1月17日・2月7日     | 彼女が死んじゃった。                                     | 石井ゆかり             | 日本テレビ                        |
| 2004年4月19日 - 6月28日   | 愛し君へ                                                 | 吉江彩菜               | フジテレビ                        |
| 2004年7月2日 - 9月17日    | 世界の中心で、愛をさけぶ                                 | 松本芙美子             | TBS                               |
| 2004年10月3日 - 12月26日  | ケータイ刑事 銭形零                                      | 銭形零（主演）         | BS-i                              |
| 2005年1月2日 - 3月27日    | ケータイ刑事 銭形零 2ndシーズン                          | 銭形零（主演）         | BS-i                              |
| 2005年2月1日              | 21世紀の観覧車                                           | カホ                   | ブロードバンドムービー            |
| 2005年4月18日 - 6月27日   | エンジン                                                 | 二宮ユキエ             | フジテレビ                        |
| 2005年5月15日             | 恋する日曜日 セカンドシリーズ 「僕の森」                 | 川村ゆき（主演）       | BS-i                              |
| 2005年7月2日 - 9月17日    | 女王の教室                                               | 神田優                 | 日本テレビ                        |
| 2006年1月9日・2月27日     | 西遊記                                                   | 杏花                   | フジテレビ                        |
| 2006年4月12日 - 6月21日   | プリマダム                                               | 万田舞                 | 日本テレビ                        |
| 2006年8月6日              | 東京少女 ショートフィルム道 「眺める少女」               | 近藤留衣子（主演）     | BS-i                              |
| 2008年1月18日 - 3月14日   | 4姉妹探偵団                                              | 佐々本夕里子（主演）   | テレビ朝日                        |
| 2008年2月11日             | かるた小町                                               | 小倉こまち（主演）     | フジテレビ                        |
| 2008年7月12日             | ホームレス中学生                                         | 田村幸恵               | フジテレビ                        |
| 2009年4月12日             | ホームレス中学生2                                        | 田村幸恵               | フジテレビ                        |
| 2009年5月23日 - 30日      | いいんだぜ! イケ麺そば屋探偵 <Episode5>                  | 観音寺レイナ           | 日本テレビ                        |
| 2009年8月1日 - 9月26日    | オトメン（乙男）〜夏〜                                   | 都塚りょう（ヒロイン） | フジテレビ                        |
| 2009年10月13日 - 11月3日  | オトメン（乙男）〜秋〜                                   | 都塚りょう（ヒロイン） | フジテレビ                        |
| 2010年12月12日            | 獣医ドリトル <第8話>                                     | 三島ユイ               | TBS                               |
| 2010年12月17日            | 私が初めて創ったドラマ 「僕と彼女と僕と蝿」              | 彼女（ヒロイン）       | NHKハイビジョン                   |
| 2011年1月13日 - 3月17日   | 外交官 黒田康作                                          | 霜村瑠衣               | フジテレビ                        |
| 2011年7月                 | ブリザード                                               | 八木澤純（主演）       | BeeTV                             |
| 2011年11月1日 - 12月20日  | カレ、夫、男友達                                         | 犬山育子（主演）       | NHK                               |
| 2012年3月12日 - 19日      | ラッキーセブン <第9話・最終話>                           | 望月史織               | フジテレビ                        |
| 2012年3月17日             | さくらいろ                                               | 恵（主演）             | Facebook                          |
| 2012年8月27日 - 9月7日    | 係長 青島俊作2 事件はまたまた取調室で起きている!         | 津島あゆみ（ヒロイン） | NOTTV                             |
| 2012年9月28日             | リアルパートナー                                         | 中野美穂（主演）       | Facebook                          |
| 2012年10月21日 - 11月25日 | ヒトリシズカ                                             | 伊東静加（主演）       | WOWOW                             |
| 2013年3月4日              | 終電バイバイ <第8話>                                     | 新井みずき             | TBS                               |
| 2013年4月12日 - 7月5日    | みんな!エスパーだよ!                                     | 平野美由紀             | テレビ東京                        |
| 2013年7月18日 - 9月26日   | 悪霊病棟                                                 | 尾神琉奈（主演）       | MBS                               |
| 2013年10月12日            | 世にも奇妙な物語 '13秋の特別編 「水を預かる」            | 水野                   | フジテレビ                        |
| 2013年10月25日            | 24時間女優 -待つ女- <第1話>                              | 村田佐和子（主演）     | ひかりTV                          |
| 2013年10月28日            | 海の上の診療所 <第3話>                                   | 塩見里花               | フジテレビ                        |
| 2013年11月4日 - 8日       | OLカナのおじさん観察日記。                               | 伊藤カナ（主演）       | フジテレビTWO                     |
| 2013年12月1日             | お先にどうぞ 牛丼篇                                      | 吉野ナミ（主演）       | WOWOW                             |
| 2014年3月15日・16日       | 宮本武蔵                                                 | 朱実                   | テレビ朝日                        |
| 2014年10月13日 - 12月     | 信長協奏曲                                               | ゆき                   | フジテレビ                        |
| 2015年4月 - 9月           | インテリワードBAR 見えざるピンクのユニコーン             | ユニ子（ヒロイン）     | BSジャパン                        |
| 2015年5月 - 6月           | 夢を与える                                               | ミイ羽                 | WOWOW                             |
| 2015年12月23日            | 黒崎くんの言いなりになんてならない                       | 一色鈴音               | 日本テレビ                        |
| 2016年2月 - 3月           | わたしのウチには、なんにもない。                         | ゆるりまい（主演）     | NHK BSプレミアム                  |
| 2016年4月 - 6月           | ラヴソング                                               | 中村真美               | フジテレビ                        |
| 2016年5月8日 - 15日       | ディアスポリス 異邦警察                                  | 高宮翔子               | MBS                               |
| 2016年7月7日              | 植物男子ベランダー SEASON3                               | 盆桜子                 | NHK BSプレミアム                  |
| 2016年8月2日              | キッドナップ・ツアー                                     | ゆうこちゃん           | NHK                               |
| 2016年10月10日            | かもしれない女優たち2016                                 | 夏帆                   | フジテレビ                        |
| 2017年1月 - 2月           | 楽園                                                     | 土井崎誠子             | WOWOW                             |
| 2017年4月 - 6月           | 架空OL日記                                               | 藤川真紀               | 読売テレビ                        |
| 2017年6月                 | 東京ヴァンパイアホテル                                   | K（主演）              | Amazonプライム・ビデオ、全9話     |
| 2017年8月 - 10月          | 伊藤くん A to E                                          | 神保実希               | TBS・MBS                          |
| 2017年9月22日             | 下北沢ダイハード 第10話「悪魔にとり憑かれた女」          | ジャニス               | テレビ東京                        |
| 2017年9月 - 10月          | 予兆 散歩する侵略者                                      | 山際悦子（主演）       | WOWOW                             |
| 2017年10月 - 12月         | 監獄のお姫さま                                           | 江戸川しのぶ           | TBS                               |
| 2018年7月 - 9月           | グッド・バイ                                             | 別所文代（ヒロイン）   | テレビ大阪 / BSジャパン           |
| 2019年1月                 | デザイナー 渋井直人の休日                                | 高田                   | テレビ東京                        |
| 2019年5月22日 - 26日      | 白い巨塔                                                 | 財前杏子               | テレビ朝日                        |
| 2019年6月 -               | 大河ドラマ いだてん〜東京オリムピック噺〜                | 清水りん（青年期）     | NHK                               |
| 2019年7月 - 8月           | 潤一                                                     | 環（ヒロイン）         | 関西テレビ                        |
| 2019年7月 - 9月           | アフロ田中                                               | マキ（ヒロイン）       | WOWOW                             |
| 2019年10月 - 12月         | ひとりキャンプで食って寝る                               | 七子（主演）           | テレビ東京                        |
| 2019年10月 - 12月         | ニッポンノワール-刑事Yの反乱-                            | 深水咲良               | 日本テレビ                        |
| 2020年7月23日             | 不要不急の銀河                                           | 河原秋（ヒロイン）     | NHK                               |
| 2021年3月19日             | 星とレモンの部屋                                         | 里中いち子（主演）     | NHK                               |
| 2021年4月5日 - 5月24日    | 珈琲いかがでしょう                                       | 垣根志麻（ヒロイン）   | テレビ東京                        |
| 2021年4月23日             | 息をひそめて <第1話・第8話>                              | 増田妃登美（主演）     | Hulu                              |
| 2022年1月12日 - 3月16日   | ムチャブリ! わたしが社長になるなんて                     | 佐々川知美             | 日本テレビ                        |
| 2022年4月23日 - 6月11日   | それ忘れてくださいって言いましたけど。                   | ナツさん               | Paravi                            |
| 2022年6月 - 9月           | 拾われた男 Lost Man Found                                | 芥川マリ               | NHK総合・NHK BSプレミアム/Disney+ |
| 2022年7月5日              | 星新一の不思議な不思議な短編ドラマ『夜と酒と』           | 青い服の女             | NHK BS4K・BSプレミアム            |
| 2022年9月12日             | 大川と小川の時短捜査                                     | 丸山啓子               | テレビ東京                        |
| 2022年10月6日 - 12月22日  | silent                                                   | 桃野奈々               | フジテレビ                        |
| 2022年10月21日            | モダンラブ・東京～さまざまな愛の形～『冬眠中のボクの妻』 | 塩田麻衣（ヒロイン）   | Amazon Prime Video                |
| 2022年11月24日            | First Love 初恋                                          | 有川恒美               | Netflix                           |
| 2023年1月8日 - 3月12日    | ブラッシュアップライフ                                   | 門倉夏希               | 日本テレビ                        |
| 2023年7月8日              | ノンレムの窓 2023 夏「推してもいいデスか?」              | 平野萌美（主演）       | 日本テレビ                        |
| 2024年3月4日 - 7日        | ユーミンストーリーズ「青春のリグレット」                 | 菓子（主演）           | NHK                               |
| 2024年4月24日 - 6月26日   | ブルーモーメント                                         | 汐見早霧               | フジテレビ                        |
| 2024年8月31日             | Shrink-精神科医ヨワイ- 第1話                             | 雪村葵                 | NHK総合・NHK BSプレミアム4K       |
| 2024年9月26日             | マニアさんと歩く関西『大阪のビル・橋』編                 | 藤沢詩織（主演）       | NHK総合                           |
| 2025年1月12日 - 3月16日   | ホットスポット                                           | 磯村由美               | 日本テレビ                        |
| 2025年4月                 | シリーズ・横溝正史短編集Ⅳ「金田一耕助 悔やむ」『湖泥』   | 志賀秋子               | NHK                               |
| 2025年8月22日（予定） -   | 塀の中の美容室                                           | 小松原奈津             | WOWOW                             |
| 2025年10月（予定） -      | じゃあ、あんたが作ってみろよ                             | 山岸鮎美（主演）       | TBS                               |

### 映画
| 公開           | タイトル                                                          | 役名                   | 配給                               |
| -------------- | ----------------------------------------------------------------- | ---------------------- | ---------------------------------- |
| 2006年2月4日   | ケータイ刑事 THE MOVIE バベルの塔の秘密〜銭形姉妹への挑戦状       | 銭形零（主演）         | エムエフボックス                   |
| 2006年3月25日  | ナイスの森 The First Contact                                      | オモロー               | ファントム・フィルム               |
| 2006年4月29日  | 小さき勇者たち～ガメラ～                                          | 西尾麻衣（主演）       | 松竹                               |
| 2007年3月10日  | ケータイ刑事 THE MOVIE2 石川五右衛門一族の陰謀〜決闘!ゴルゴダの森 | 銭形零（主演）         | エムエフボックス                   |
| 2007年7月28日  | 天然コケッコー                                                    | 右田そよ（主演）       | アスミック・エース                 |
| 2008年2月23日  | 東京少女                                                          | 藤咲未歩（主演）       | エムエフボックス                   |
| 2008年4月5日   | うた魂♪                                                           | 荻野かすみ（主演）     | 日活                               |
| 2008年4月26日  | 砂時計                                                            | 水瀬杏（主演）         | 東宝                               |
| 2010年5月8日   | 劇場版 TRICK 霊能力者バトルロイヤル                               | 高階美代子             | 東宝                               |
| 2010年8月14日  | きな子〜見習い警察犬の物語〜                                      | 望月杏子（主演）       | 松竹                               |
| 2012年11月17日 | 任侠ヘルパー                                                      | 仙道茜                 | 東宝                               |
| 2013年6月8日   | 箱入り息子の恋                                                    | 今井奈穂子（ヒロイン） | キノフィルムズ                     |
| 2013年8月31日  | 劇場版 タイムスクープハンター-安土城 最後の1日-                   | 細野ヒカリ（ヒロイン） | ギャガ                             |
| 2014年3月8日   | パズル                                                            | 中村梓（主演）         | KADOKAWA                           |
| 2015年6月13日  | 海街diary                                                         | 香田千佳               | 東宝、ギャガ                       |
| 2016年1月9日   | ピンクとグレー                                                    | サリー（ヒロイン）     | アスミック・エース                 |
| 2016年6月4日   | 高台家の人々                                                      | 斉藤純                 | 東宝                               |
| 2017年6月10日  | 22年目の告白 -私が殺人犯です-                                     | 岸美晴                 | ワーナー・ブラザース映画           |
| 2017年10月     | 東京ヴァンパイアホテル 映画版                                     | K（主演）              | シッチェス映画祭にて上映           |
| 2017年11月11日 | 予兆 散歩する侵略者 劇場版                                        | 山際悦子（主演）       | ポニーキャニオン                   |
| 2018年1月12日  | 伊藤くん A to E                                                   | 神保実希               | ショウゲート                       |
| 2018年3月31日  | あおいろなおしに                                                  | 結衣（主演）           | YouTubeにて公開                    |
| 2018年5月25日  | 友罪                                                              | 藤沢美代子（ヒロイン） | ギャガ                             |
| 2018年6月      | ウタモノガタリ-CINEMA FIGHTERS project-「カナリア」               | 髙橋楓（ヒロイン）     | LDH PICTURES                       |
| 2018年11月1日  | ビブリア古書堂の事件手帖                                          | 五浦絹子               | 20世紀フォックス映画 / KADOKAWA    |
| 2019年3月8日   | きばいやんせ! 私                                                  | 児島貴子（主演）       | アイエス・フィールド               |
| 2019年10月     | ブルーアワーにぶっ飛ばす                                          | 砂田夕佳（主演）       | ビターズ・エンド                   |
| 2020年2月21日  | Red                                                               | 村主塔子（主演）       | 日活                               |
| 2020年2月28日  | 劇場版 架空OL日記                                                 | 藤川真紀               | ポニーキャニオン、読売テレビ       |
| 2020年7月3日   | MOTHER マザー                                                     | 高橋亜矢               | スターサンズ / KADOKAWA            |
| 2020年8月28日  | 緊急事態宣言「ボトルメール」                                      | 鈴音（主演）           | Amazonプライム・ビデオ             |
| 2020年9月11日  | 喜劇 愛妻物語                                                     | 由美                   | バンダイナムコアーツ、キューテック |
| 2022年9月1日   | さかなのこ                                                        | モモコ                 | 東京テアトル                       |
| 2024年6月7日   | 違国日記                                                          | 醍醐奈々               | 東京テアトル / ショウゲート        |
| 2025年3月21日  | BAUS 映画から船出した映画館                                       | ハマ（ヒロイン）       | boid / コピアポア・フィルム        |

### 舞台
- 祈りと怪物〜ウィルヴィルの三姉妹〜（2012年12月9日 - 2013年1月14日、シアターコクーン / シアターBRAVA!） - レティーシャ 役
- 万獣こわい（2014年3月15日 - 6月1日、東京 / 地方） - 永田トキヨ 役[78]
- KERA・MAP#006「グッドバイ」（2015年9月12日 - 9月27日、世田谷パブリックシアター / 北九州、新潟、大阪、松本、横浜） - 水原ケイ子 役
- ラヴ・レターズ（2016年1月28日、パルコ劇場）
- 家族の基礎〜大道寺家の人々〜（2016年9月 - 10月）
- 阿修羅のごとく（2022年9月 - 10月、シアタートラムほか） - 竹沢咲子 役

### ウェブドラマ
- モダンラブ・東京〜さまざまな愛の形〜第4話「冬眠中のボクの妻」（2022年10月21日配信、Amazon Prime Video） - 主演・塩田麻衣 役[79]

### ラジオドラマ
- 円都通信 SEEDS OF MOVIES 「少女毛虫」（2004年9月9日 - 30日、TOKYO FM） - 菅原茉里 役[注 3]
- 三ツ矢サイダーショートストーリー 「キミの笑顔」 「ママとユッキーの入学式」（2006年4月3日 - 7日、TOKYO FM） - 有希 役

### CM
- ツーカーホン関西 プリケー（2003年 - ）
- トヨタ カローラスパシオ （2003年5月 - 2004年1月）
- ベネッセコーポレーション 進研ゼミ中学講座 「第一志望を変えたくない女の子 my合格プラン」 （2003年 - 2004年）
- 三井不動産販売 
  - 三井のリハウス（2004年4月 - 2007年3月）
  - 三井のリパーク（2007年1月 - 2010年1月）
- 明治製菓 手作りチョコレート（2004年12月 - 2005年1月）
- アサヒ飲料 三ツ矢サイダー（2006年3月 - ）
- ロッテ 
  - キシリトール（2006年7月 - ）
  - ガーナミルクチョコレート（2007年4月 - ）
  - のど飴（2007年10月 - ）
- キヤノン - 橘かえで 役
  - PowerShot（2006年9月 - ）
  - PIXUS（2006年10月 - ）
  - SELPHY（2006年12月 - ）
- ブリヂストンサイクル アルベルト（2007年1月 - 2008年1月）
- NHK-BS（2006年）
- 任天堂 「街へいこうよ どうぶつの森」（2008年11月 - 2009年）
- 日本民間放送連盟（2008年12月）
- NHK地球エコ2009（2009年）
- 日本ケンタッキー・フライド・チキン（2009年12月 - ）
- P&G パンテーン（2010年2月 - ）
- 森永製菓 
  - ウイダーinゼリー（2011年4月 - ）
  - 生ラムネ（2011年7月 - ）
  - 小枝（2011年9月 - ）
- JR東日本 Suica（2011年6月 - ）
- ガリバーインターナショナル 中古車のガリバー（2012年1月 - ）
- アサヒビール カクテルパートナー（2012年4月 - ）[80]
- ピップ SLIM WALK（2012年4月 - ）
- レベルファイブ 「レイトン教授と超文明Aの遺産」（2013年2月 - ）
- 地盤ネット 地盤セカンドオピニオン（2013年12月 - ）[81]
- 武田薬品工業 ハイシーバランス（2014年4月 - ）[82]
- KDDI「au森家シリーズ」（2016年4月 - ）
- 資生堂 「インテグレート」（2016年9月 - ）[83]
- アダストリア「LOWRYS FARM」（2018年 - ）[84]
- エイボン・プロダクツ「Dual Face」（2018年 - ）[85]
- DHC オリーブバージンオイル（2019年12月10日 - ）[86]
- ウォンテッドリー
  - Perk「会社員 夏帆の一日」篇（2021年6月21日 - ） [87]
  - 「想いでつながる採用は、強い。」(2022年7月14日 - ）[88]
  - Perk「それならPerk」篇（2022年10月11日 - ） [89]
- アフラック生命保険「アフラックの休職保険」（2022年3月 - ） - 中村倫也、笑福亭鶴瓶と共演[90]
- リクルート「ホットペッパービューティーワーク」（2023年3月 - ）[91]
- サントリー「サントリージン 翠 SUI」（2023年7月 - ） - 角田晃広と共演[92]

### イメージモデル（広告）
- 日本損害保険協会 防火ポスター（2005年）
- 文藝春秋 文春文庫 秋の100冊フェア（2005年）
- 千總 振袖カタログ（2006年）
- ブリヂストンサイクル 総合パンフレット（2006年 - 2008年）
- キヤノン 電子辞書 ワードタンク（2007年 - 2008年）
- 晴れ着の丸昌（2007年 - 2010年）
- JR東日本 Suica電子マネー 駅ポスター（2011年 - ）

### PV
- V6 「グッデイ!!」（2006年6月14日）
- JUNE 「you and me」（2007年7月11日）
- LOVERSSOUL×HIROKI from ORANGE RANGE 「Loveliest」（2012年1月18日）
- ASIAN KUNG-FU GENERATION「Right Now」（2016年）
- レキシ 「最後の将軍 feat. 森の石松さん」 （2016年）
- sunsite「転がる石の夜」（2021年）
- ハナレグミ「発光帯」（2021年）
- バカリズム「秋桜」（2023年）[93]
- Bialystocks「近頃」（2024年）[94]

### CD

#### 参加曲
- ３ - Sweet Robots Against The Machineのアルバム。２曲目の「ダキタイム(Dakitime)」と５曲目の「アニマル(Animal)」で参加。

### バラエティ
- ウチスタR（2005年1月 - 3月、フジテレビ）
- ウチスタCollection（2005年8月20日 - 11月26日、フジテレビ）
- ガチャガチャポン!（2005年4月11日 - 2006年3月20日、フジテレビ） - 今泉瑠希 役
- 学校へ行こう!MAX（2005年4月19日 - 2008年9月2日、TBS）
- パシャ! - PASHA! -（2006年10月13日 - 2007年3月30日、日本テレビ）
- インテリワードBAR「見えざるピンクのユニコーン」（BSジャパン、2015年1月2日、2015年4月3日 - ） - バーの客 役

## 書籍

### 写真集・ムック
- 青春トーキョースクールガール（ブックマン社）ISBN 4-8930-8564-6
- step. in 小さき勇者たち ガメラ（2006年4月25日、角川書店、撮影：アライテツヤ）ISBN 4-04-853936-1

同映画の撮影の合間に撮ったプライベートショットも満載。初の写真集。
- ビジョメガネ2（ソニーマガジンズ）ISBN 4-7897-2873-0
- @me（2007年3月24日、SDP、撮影：米原康正）ISBN 4-9036-2008-5
- B.L.T.U-17 sizzleful girl vol.1、vol.3、vol.5、vol.10
- Breeze with きな子（2010年8月4日、SDP、撮影：山本絢子）ISBN 978-4-903620-77-0
- 帆風だより2006-2011（2011年6月30日、玄光社、撮影：山本絢子）ISBN 978-4-7683-0345-0

### 書誌
- 宮沢賢治 「注文の多い料理店」（SDP Bunko）表紙+巻頭グラビア

### 雑誌モデル
- 学研『ピチレモン』（2003年 - 2005年）
- 辰巳出版『Pure2』

### 雑誌連載
- Wink Up（ワニブックス）
  - 夏帆カタログ（2005年6月 - 2006年8月）
- CM NOW（玄光社）
  - 帆風だより（2006年6月 - ）
- B.L.T.（東京ニュース通信社）
  - 夏帆のおかいもの日記（2007年7月 - 2008年11月）